# Черезов, Юрий Сергеевич
Юрий Сергеевич Черезов (1933, Белохолуницкий район, Горьковский край — 2014, Мотоус, Кировская область) — тракторист, бригадир лесозаготовительной бригады; Герой Социалистического Труда.

## Биография
Родился в 1933 году в деревне Черезята. Член КПСС.
С 1946 года — на хозяйственной, общественной и политической работе. В 1946—1988 гг. — колхозник, ученик школы механизации, в Советской Армии, тракторист, бригадир лесозаготовительной бригады Чепецкого леспромхоза Министерства лесной и деревообрабатывающей промышленности СССР Зуевского района Кировской области, разработчик более экологичного метода заготовки древесины — метода узких лент.
Указом Президиума Верховного Совета СССР от 7 мая 1971 года присвоено звание Героя Социалистического Труда с вручением ордена Ленина и золотой медали «Серп и Молот».
Избирался депутатом Верховного Совета РСФСР 9-го созыва (1975-1980).
Умер в селе Мотоус в 2004 году.

## Комментарии
1. ↑  Деревня Черезята Черезовского сельсовета Белохолуницкого района не сохранилась[1].